# Lamprosema kingdoni
Lamprosema kingdoni là một loài bướm đêm trong họ Crambidae.